# Ніколя Бене
Ніколя Бене (фр. Nicolas Beney, нар. 14 вересня 1980, Сьйон) — швейцарський футболіст, що грав на позиції воротаря.
Виступав, зокрема, за клуб «Сьйон», а також молодіжну збірну Швейцарії.

## Клубна кар'єра
У дорослому футболі дебютував 1997 року виступами за команду «Івердон Спорт», в якій провів два сезони, взявши участь у 39 матчах чемпіонату.
Згодом з 1999 по 2007 рік грав у складі команд «Шаффгаузен», «Сьйон», «Віль», «Вадуц», «Івердон Спорт», «Аарау» та «Больм».
2007 року повернувся до клубу «Сьйон», за який відіграв 3 сезони. Завершив професійну кар'єру футболіста виступами за команду «Сьйон» у 2010 році.

## Виступи за збірну
2002 року залучався до складу молодіжної збірної Швейцарії, з якою брав участь у молодіжному чемпіонаті Європи 2002 року у Швейцарії, де господарі дійшли до півфіналу. Всього на молодіжному рівні зіграв у 3 офіційних матчах.

## Особисте життя
У Ніколя Бене є донька Іман Бене, яка також стала футболісткою.